# Distrito de Cémaco
Cémaco es uno de los distritos que componen la comarca indígena de Emberá-Wounaan, en Panamá.

## Descripción
El distrito posee un área de 3097,5 km² y una población de 7.715 habitantes (censo de 2010), con una densidad demográfica de 5,05 hab/km². Se encuentra situado en la región del Darién.

## Organización
El distrito de Cémaco cuenta con los siguientes corregimientos:
- Cirilo Guainora
- Lajas Blancas
- Manuel Ortega
- Unión Chocó